# Бюльбюль-довгодзьоб зеленохвостий
Бюльбю́ль-довгодзьоб зеленохвостий (Bleda eximius) — вид горобцеподібних птахів родини бюльбюлевих (Pycnonotidae). Мешкає в Західній Африці. Малий бюльбюль-довгодзьоб раніше вважався підвидом зеленохвостого бюльбюля-довгодзьоба.

## Опис
Довжина птаха становить 21,5-23 см. Самці важать 46-52,5 г, самки 42-46,5 г. Верхня частина тіла і хвіст оливково-зелені, нижня частина тіла жовта, на грудях і боках оливкові плями.

## Поширення і екологія
Зеленохвості бюльбюлі-довгодзьоби мешкають в Сьєрра-Леоне, Ліберії, Гвінеї, Кот-д'Івуарі і Гані. Вони живуть в підліску вологих тропічних лісів на висоті до 1400 м над рівнем моря.

## Поведінка
Зеленохвості бюльбюлі-довгодзьоби харчуються комахами, іншими безхребетними та дрібними хребетними.

## Збереження
МСОП вважає стан збереження цього виду близьким до загрозливого. За оцінками дослідників, популяція зеленохвостих бюльбюлів-довгодзьобів становить 10-20 тисяч птахів. Їм загрожує знищення природного середовища.